# Kyary Pamyu Pamyu
Kyary Pamyu Pamyu (きゃりーぱみゅぱみゅ?, Kyarī Pamyu Pamyu), pseudonimo di Kiriko Takemura (竹村 桐子?, Takemura Kirīko; Tokyo, 29 gennaio 1993), è una modella, cantante e blogger giapponese.
Il suo nome d'arte ufficiale è Caroline Charonplop Kyary Pamyu Pamyu (きゃろらいんちゃろんぷろっぷきゃりーぱみゅぱみゅ?, Kyarorain Charonpuroppu Kyarī Pamyu Pamyu).
Kyary è tra gli artisti asiatici che hanno ricevuto maggior attenzione nei mercati occidentali. Kyary ha rilasciato interviste in tutta Europa ed è apparsa in uno show francese, Le Petit Journal, ed ha posato per riviste come Elle.

## Biografia

### Gli inizi
Kyary ha cominciato la sua carriera come fashion blogger. Il nome Kyary è un soprannome datole dai suoi compagni di classe al liceo, ed è una ortografia alternativa del nome Carrie. Infatti, in una intervista presso il network MTV, ha affermato: «Quando ero al liceo, indossavo una parrucca bionda per moda ed una delle mie amiche ha iniziato a chiamarmi per divertimento Kyary, come se fossi una ragazza straniera. Quando ho iniziato il mio blog, ho pensato che Kyary era un po' troppo breve come nome, e mancava di qualcosa, così ho pensato di aggiungervi "Pamyu Pamyu" perché aveva un suono un po' carino. È per questo che il mio nome è "Kyary Pamyu Pamyu"»

### Carriera
Kyary ha iniziato la sua carriera come modella per riviste di moda Harajuku come Kera! e Zipper. Cresciuta professionalmente, decide di firmare una linea di cosmetici e ciglia finte chiamate "Harajuku Doll Eyelashes by Eyemazing x Kyary" e presenziare alle sfilate di moda.
Nel 2010 ha iniziato la sua carriera musicale con la pubblicazione di due singoli in formato digitale (in vendita solo su internet): Miracle Orange e Loveberry.
Nell'aprile 2011 ha collaborato ed animato, in collaborazione con Yasumasa Yonehara, la raccolta fondi One Snap For Love, organizzata dal marchio giapponese 6%DOKIDOKI per le vittime del terremoto e maremoto del Tōhoku del 2011.
Nel luglio-agosto 2011 ha pubblicato anche altri due singoli, sempre esclusivamente digitali, chiamati Pon Pon Pon e Jelly.
La clip Pon Pon Pon, impregnata della cultura kawaii si diffonde attraverso YouTube, dove attira l'attenzione del pubblico nei seguenti tre anni con più di 120 milioni di visualizzazioni.
Il singolo è stato prodotto da Yasutaka Nakata e fa parte del mini album Moshi Moshi Harajuku, la cui data di uscita era prevista per il 21 agosto 2011.
Il singolo Pon Pon Pon viene messo in commercio per la prima volta il 20 luglio 2011 ed è rapidamente salito nei primi posti delle classifiche iTunes in Finlandia e in Belgio. Il 31 luglio 2011 la canzone ha debuttato nel Billboard Japan's Hot 100s chart al settantaduesimo posto.
Il singolo Jelly, che è una cover del gruppo Capsule, viene diffusa a livello internazionale su iTunes il 3 agosto 2011. Una settimana dopo la pubblicazione del suo mini album, Kyary ha pubblicato la sua autobiografia, Oh! My! God! Harajuku Girl.
In seguito, nel 2012, ha pubblicato, con meno successo, il singolo Tsukema Tsukeru e poi la canzone CANDY CANDY, raccolte nel suo primo album realizzato in studio e pubblicato nel maggio 2012, intitolato Pamyu Pamyu Revolution. Nello stesso anno vengono diffusi i singoli Ninjari Ban Ban e Invader Invader.
Nel giugno del 2013 ha pubblicato il suo secondo album, Nandacollection, che raggiungerà il primo posto della classifica settimanale della Oricon Weekly Chart.
Prima della pubblicazione del suo secondo album, nell'aprile 2013, ha firmato un contratto con la statunitense Sire Records.

## Discografia

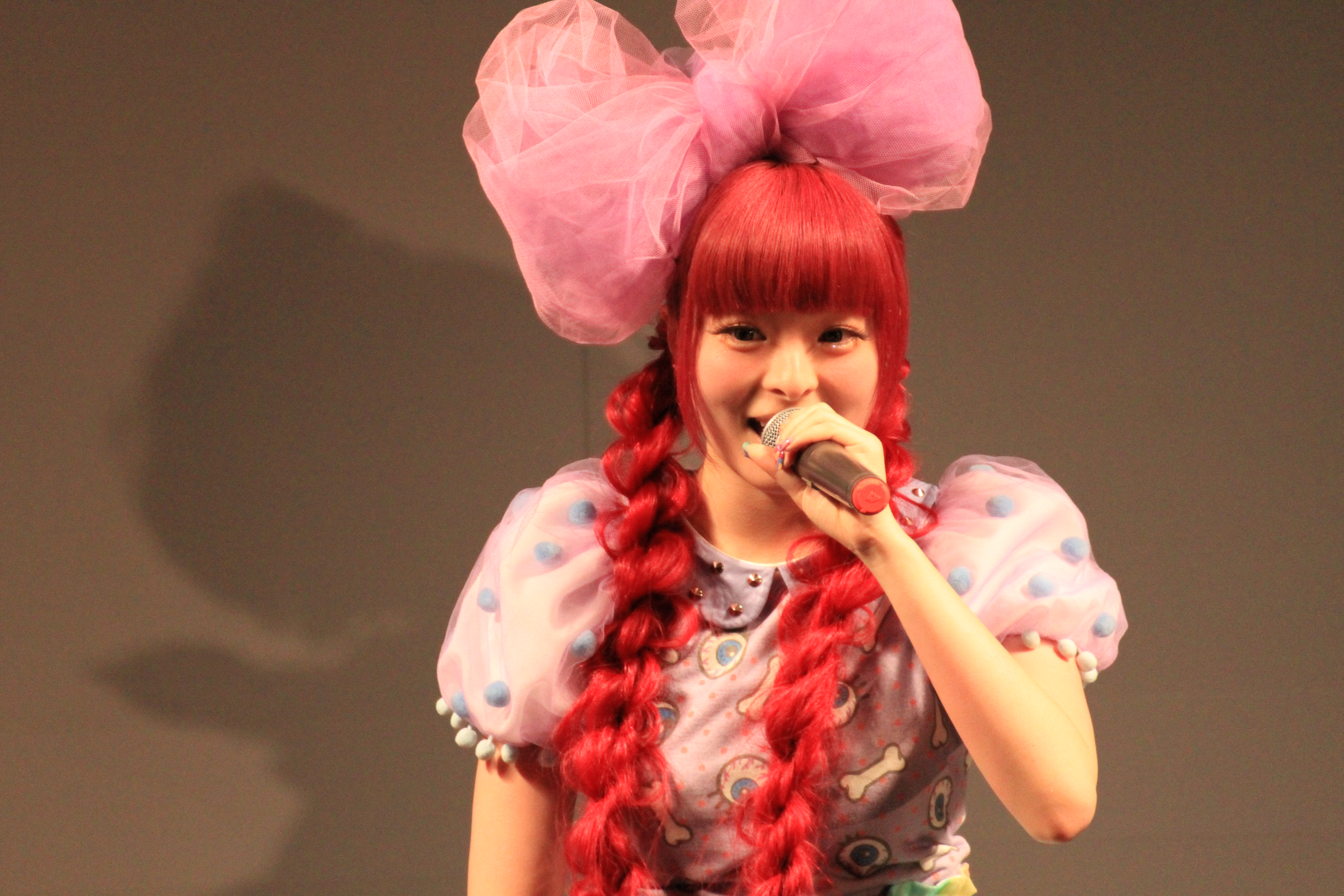

### Album
Album in studio
- Pamyu Pamyu Revolution [ぱみゅぱみゅレボリューション] (23/05/2012)
- Nanda Collection [なんだこれくしょん] (26/06/2013)
- Pika Pika Fantajin (9/7/2014)

Mini-album
- Moshi Moshi Harajuku (もしもし原宿) (17/08/2011)

Album Live
- Dokidoki Wakuwaku Pamyu Pamyu Revolution Land [ドキドキワクワク ぱみゅぱみゅレボリューションランド] (13/02/2013)

### Singoli
Singoli digitali
1. Miracle Orange (30/03/2010)
2. Loveberry (25/09/2010)
3. PONPONPON o Pon Pon Pon (20/07/2011)
4. Jelly (03/08/2011)

Singoli fisici
| #  | Data di uscita | Nome                               | In giapponese                        | Produzione      |
| -- | -------------- | ---------------------------------- | ------------------------------------ | --------------- |
| 1  | 11/01/2012     | Tsukema Tsukeru                    | つけまつける                         | Yasutaka Nakata |
| 2  | 04/04/2012     | Candy Candy                        | CANDY CANDY                          | Yasutaka Nakata |
| 3  | 17/10/2012     | Fashion Monster                    | ファッションモンスター               | Yasutaka Nakata |
| 4  | 30/01/2013     | Kimi ni 100 Percent / Furisodeshon | キミに100パーセント/ふりそでーしょん | Yasutaka Nakata |
| 5  | 20/03/2013     | Ninjari Ban Ban                    | にんじゃりばんばん                   | Yasutaka Nakata |
| 6  | 15/05/2013     | Invader Invader                    | インベーダーインベーダー             | Yasutaka Nakata |
| 7  | 6/11/2013      | Mottai Night Land                  | もったいないとらんど                 | Yasutaka Nakata |
| 8  | 26/02/2014     | Yume no Hajima-Ring Ring           | ゆめのはじまりんりん                 | Yasutaka Nakata |
| 9  | 16/04/2014     | Family Party                       | ファミリーパー                       | Yasutaka Nakata |
| 10 | 11/06/2014     | Kira Kira Killer                   | きらきらキラー                       | Yasutaka Nakata |
| 11 | 18/03/2015     | Mondai Girl                        | もんだいガール                       | Yasutaka Nakata |
| 12 | 2/12/2015      | Crazy Party Night                  | ぱんぷきんの逆襲                     | Yasutaka Nakata |
| 13 | 20/04/2016     | Sai & Co                           | 最&高                                | Yasutaka Nakata |

## Opere

### Concerti
In Giappone
- Pamyu Pamyu Revolution Tour (2012)
- Hall Tour 2013 (2013)

Internazionale
- 100%KPP World Tour (2013)
- KPP Nanda Collection World Tour (2014)

### Libri
- 18/08/2011 - Oh! My God!! Harajuku girl (Oh! My God!! 原宿ガール?); biografia
- 2011 - HARAJUKU KAWAii!!!! Girls
- 2012 - Kyary Pamyu Pamyu Kyary Bon (きゃりーぱみゅぱみゅ きゃりーぼーん?)
- 2012 - Moshi Moshi TOKYO - Kyary Pamyu Pamyu no Tokyo kawaii Guide Tour -
- 2012 - Harajyuku Jyoshi Hara J
- 2013 - OFFICIAL DOCUMENTARY PHOTO BOOK ~100%KPP WORLD TOUR 2013~